# Это неопределённое чувство
«Это неопределённое чувство» (англ. That Uncertain Feeling) — кинофильм режиссёра Эрнста Любича, вышедший на экраны в 1941 году. Лента основана на пьесе Викторьена Сарду и Эмиля де Нажака «Давай разведёмся» (фр. Divorçons, 1880). Картина номинировалась на премию «Оскар» за лучшую музыку. Фильм провалился в прокате.

## Сюжет
Джилл вроде бы счастлива в браке с успешным страховым агентом Ларри Бейкером. Однако ей не даёт покоя икота, которая внезапно у неё начинается и долго не проходит. Чтобы избавиться от этой напасти, Джилл посещает психоаналитика доктора Венгарда, который начинает «докапываться» до глубинных причин этого расстройства. В процессе этого разбирательства Джилл начинает сомневаться, так ли уж она счастлива. Однажды в комнате ожидания доктора она встречает талантливого пианиста Александра Себастиана, психика которого ещё более неустойчива. Брак Бейкеров даёт трещину, однако у Ларри есть план его спасения...

## В ролях
- Мерл Оберон — Джилл Бейкер
- Мелвин Дуглас — Ларри Бейкер
- Бёрджесс Мередит — Александр Себастиан
- Алан Маубрэй — доктор Венгард
- Олив Блейкни — Марджи
- Гарри Дэвенпорт — Джонс
- Зиг Руман — Кафка
- Ив Арден — Салли Эйкенс
- Ричард Карл — дворецкий